# Ергард Глазер
Ергард Йоганн Глазер (нім. Erhard Johann Glaser; 8 січня 1870, Ліхтенштадт — 10 липня 1947, Відень) — австрійський і німецький медик і біохімік, генерал-лейтенант медичної служби запасу австрійської армії (6 липня 1922), генерал-майор медичної служби запасу вермахту (15 березня 1938).

## Біографія
В 1890/96 роках вивчав медицину в Празькому університеті Карла. З 1 квітня по 30 вересня 1893 року служив добровольцем в 22-му польовому єгерському батальйону. 1 березня 1897 року вступив в австро-угорську армію військовим медиком. Учасник Першої світової війни, служив в Румунії та Росії. 1 вересня 1920 року вийшов у відставку.
З 1918 по 1 лютого 1923 року — радник державного управління соціальної політики, після чого був консультантом австрійської армії. З 1926 року — професор фармакогнозії Віденського університету. В 1928 році вказав на небезпеку вогнегасників з фосгеном, які досі використовуються.
Після аншлюсу 15 вересня 1938 року переданий в розпорядження вермахту. Під час окупації Судетської області служив головним лікарем групи армій 5, потім 14-ї армії. В 1939 році разом із Робертом Дробніком опублікував дослідження про активні компоненти часнику. З 13 жовтня 1939 року — головний лікар 12-ї армії, з 15 лютого 1940 року — 520-ї вищої польової комендатури в Бельгії. 11 вересня 1940 року відправлений у резерв фюрера. В 1941 році разом із Оскаром Гемпелем розробив тест на вагітність, відомий як тест Глазера-Гемпеля. В 1942 році вийшов на пенсію. 30 червня 1944 року остаточно звільнений з вермахту.

## Нагороди
- Ювілейна пам'ятна медаль 1898
- Ювілейний хрест
- Пам'ятна військова медаль (Австрія) з мечами
- Почесний хрест ветерана війни з мечами
- Медаль «За вислугу років у Вермахті» 4-го, 3-го, 2-го і 1-го класу (25 років)
- Медаль «У пам'ять 1 жовтня 1938»